# Arrondissement de Toul
L'arrondissement de Toul est une division administrative française, située dans le département de Meurthe-et-Moselle et la région Grand Est.

## Composition

### Composition avant 2015
Liste des cantons de l'arrondissement de Toul :
- canton de Colombey-les-Belles ;
- canton de Domèvre-en-Haye ;
- canton de Thiaucourt-Regniéville ;
- canton de Toul-Nord ;
- canton de Toul-Sud.

### Découpage communal de 2015 à 2022
Depuis 2015, le nombre de communes des arrondissements varie chaque année soit du fait du redécoupage cantonal de 2014 qui a conduit à l'ajustement de périmètres de certains arrondissements, soit à la suite de la création de communes nouvelles. Le nombre de communes de l'arrondissement de Toul est ainsi de 112 en 2015 et 111 en 2019.

Arrondissement au sein de la Meurthe-et-Moselle jusqu'en 2022

### Découpage communal depuis 2023

Arrondissement au sein de la Meurthe-et-Moselle en 2023

Par arrêté préfectoral du préfet de la région Grand Est du 9 décembre 2022, les limites des arrondissements de Meurthe-et-Moselle sont révisées. Le nombre de communes passe de 111 à 118.
Au 1er janvier 2024, l'arrondissement groupe les 118 communes suivantes :
1. Aboncourt
2. Aingeray
3. Allain
4. Allamps
5. Andilly
6. Ansauville
7. Arnaville
8. Avrainville
9. Bagneux
10. Barisey-au-Plain
11. Barisey-la-Côte
12. Battigny
13. Bayonville-sur-Mad
14. Beaumont
15. Bernécourt
16. Beuvezin
17. Bicqueley
18. Blénod-lès-Toul
19. Bois-de-Haye
20. Boucq
21. Bouillonville
22. Bouvron
23. Bruley
24. Bulligny
25. Chambley-Bussières
26. Charey
27. Charmes-la-Côte
28. Chaudeney-sur-Moselle
29. Choloy-Ménillot
30. Colombey-les-Belles
31. Courcelles
32. Crépey
33. Crézilles
34. Dampvitoux
35. Dolcourt
36. Domèvre-en-Haye
37. Domgermain
38. Dommartin-la-Chaussée
39. Dommartin-lès-Toul
40. Écrouves
41. Essey-et-Maizerais
42. Euvezin
43. Favières
44. Fécocourt
45. Fey-en-Haye
46. Flirey
47. Fontenoy-sur-Moselle
48. Foug
49. Francheville
50. Gélaucourt
51. Gémonville
52. Germiny
53. Gibeaumeix
54. Gondreville
55. Grimonviller
56. Grosrouvres
57. Gye
58. Hagéville
59. Hamonville
60. Hannonville-Suzémont
61. Jaillon
62. Jaulny
63. Lagney
64. Laneuveville-derrière-Foug
65. Lay-Saint-Remy
66. Limey-Remenauville
67. Lironville
68. Lucey
69. Mamey
70. Mandres-aux-Quatre-Tours
71. Manoncourt-en-Woëvre
72. Manonville
73. Mars-la-Tour
74. Ménil-la-Tour
75. Minorville
76. Mont-l'Étroit
77. Mont-le-Vignoble
78. Moutrot
79. Noviant-aux-Prés
80. Ochey
81. Onville
82. Pagney-derrière-Barine
83. Pannes
84. Pierre-la-Treiche
85. Prény
86. Pulney
87. Puxieux
88. Rembercourt-sur-Mad
89. Royaumeix
90. Saint-Baussant
91. Saint-Julien-lès-Gorze
92. Sanzey
93. Saulxerotte
94. Saulxures-lès-Vannes
95. Seicheprey
96. Selaincourt
97. Sponville
98. Thiaucourt-Regniéville
99. Thuilley-aux-Groseilles
100. Toul
101. Tramont-Émy
102. Tramont-Lassus
103. Tramont-Saint-André
104. Tremblecourt
105. Trondes
106. Tronville
107. Uruffe
108. Vandelainville
109. Vandeléville
110. Vannes-le-Châtel
111. Viéville-en-Haye
112. Vilcey-sur-Trey
113. Villecey-sur-Mad
114. Villey-le-Sec
115. Villey-Saint-Étienne
116. Waville
117. Xammes
118. Xonville

## Démographie
En 2022, l'arrondissement comptait 65 422 habitants.
| 1968   | 1975   | 1982   | 1990   | 1999   | 2006   | 2011   | 2016   | 2021   |
| ------ | ------ | ------ | ------ | ------ | ------ | ------ | ------ | ------ |
| 54 110 | 56 360 | 60 566 | 63 253 | 64 841 | 68 078 | 68 922 | 69 151 | 65 665 |

| 2022   | - | - | - | - | - | - | - | - |
| ------ | - | - | - | - | - | - | - | - |
| 65 422 | - | - | - | - | - | - | - | - |

## Histoire

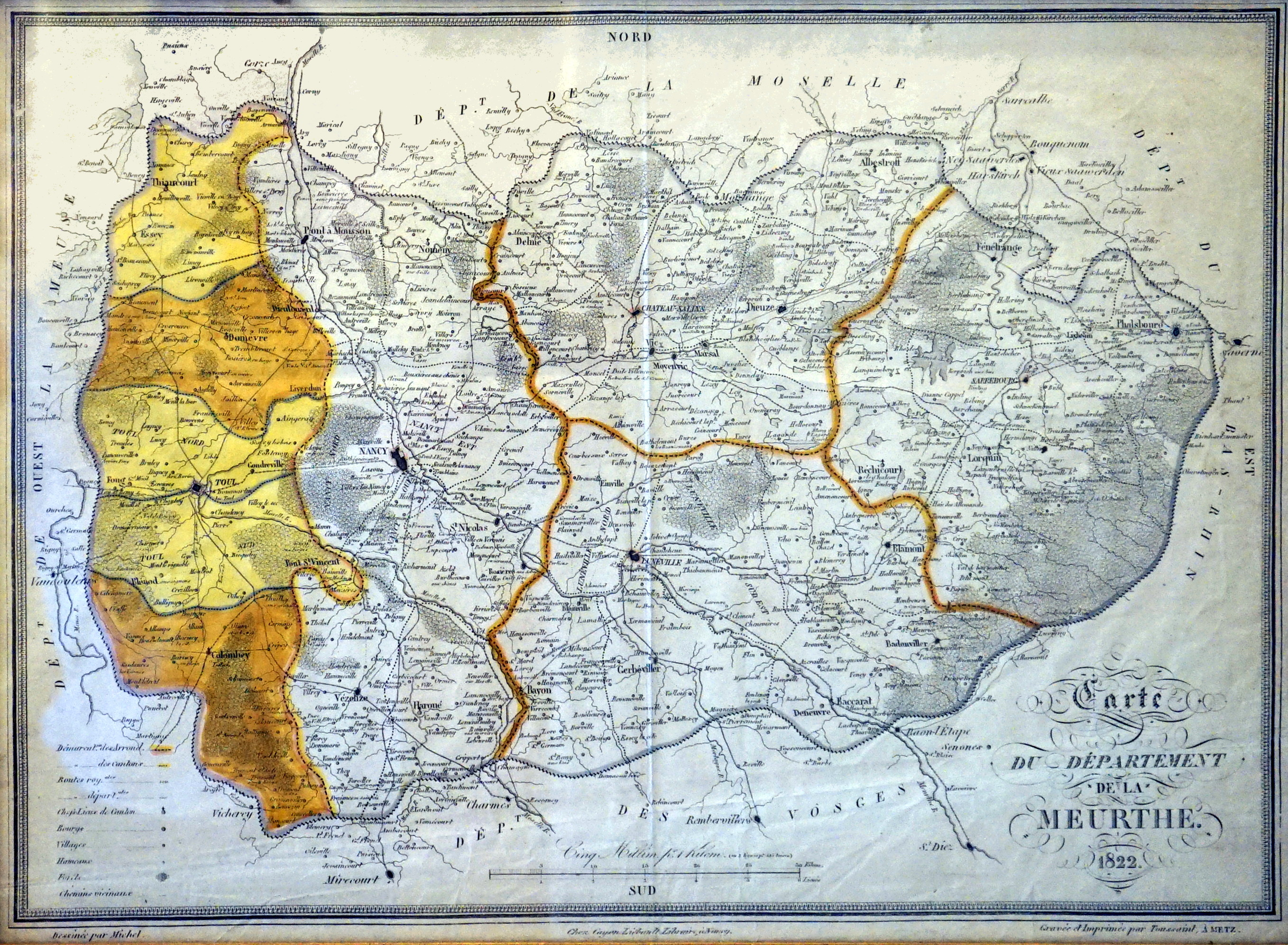
L'arrondissement, en jaune, en 1822.

La loi du 28 pluviôse an VIII (17 février 1800) et l'arrêté des consuls du 17 ventôse (8 mars) créèrent l'arrondissement de Toul à partir de 16 cantons ayant appartenu au district de ce nom et à ceux de Pont-à-Mousson et de Vézelise, à savoir : Toul, Allamps, Bicqueley, Blénod, Colombey, Dieulouard, Favières, Flirey (au lieu de Bernécourt), Foug, Gondreville (au lieu de Fontenoy), Jaillon, Lucey, Pagny, Royaumeix, Thiaucourt et Vandeléville. Certains de ces cantons seront ensuite fusionnés par la loi du 8 pluviôse an IX (28 janvier 1801).
Avant 1871, l'arrondissement faisait partie du département de la Meurthe.
L'arrondissement est supprimé du 10 septembre 1926 à 1943.
En 2023, un redécoupage intègre les communes de Chambley-Bussières, Dampvitoux, Hagéville, Hannonville-Suzémont, Mars-la-Tour, Onville, Puxieux, Sponville, Tronville, Villecey-sur-Mad, Waville, Fey-en-Haye, Prény, Saint-Julien-lès-Gorze et Xonville dans l'arrondissement de Toul.

## Administration
| Période           | Période          | Identité                 | Fonction précédente                                                                             | Observation |
| ----------------- | ---------------- | ------------------------ | ----------------------------------------------------------------------------------------------- | --- |
| 19 avril 1918     |                  | Lucien Cornélien Bilange | sous-préfet de Lannion                                                                          | |
|                   | 1974             | Jean-Franklin Yavchitz   |                                                                                                 | |
| 1er mars 2010     |                  | Bernard Breyton          |                                                                                                 | |
|                   |                  | Hubert Espiasse          |                                                                                                 | |
| 8 février 2013    | 14 octobre 2014  | Eric Meynard             | sous-préfet chargé de mission auprès du préfet de Vaucluse (chargé de la politique de la Ville) | |
| 1er novembre 2014 | 1er août 2017    | Camille Lanet            |                                                                                                 | |
| 22 août 2017      | 30 juillet 2019, | Yoann Thoubans           |                                                                                                 | nommé sous-préfet chargé de mission auprès du préfet des Alpes-Maritimes                                                                                                 |
| 29 août 2019,     | 24 août 2021     | Carole Milbach           | première conseillère du corps des tribunaux administratifs et des cours administratives d'appel | |
| 24 août 2021,     | 3 octobre 2024   | Laurent Naves            | directeur de cabinet adjoint du porte-parole du Gouvernement                                    | nommé chef de cabinet chargé des relations avec les élus au cabinet de la ministre de la transition écologique, de l'énergie, du climat et de la prévention des risques, |